# Casa al carrer del Carme, 7 (Tàrrega)
Casa al carrer del Carme, 7 és una obra de Tàrrega (Urgell) protegida com a Bé Cultural d'Interès Local.

## Descripció
Situada al centre urbà de Tàrrega, en una zona adaptada a vianants amb alta presència de comerç local. Casa entre mitgeres, de planta irregular i amb tres nivells. Presenta la façana en angle, adaptant-se a la girada del carrer i als porxos que el conformen. A la planta baixa hi ha dues obertures, una rectangular i l'altra quadrangular, ambdues s'utilitzen com a accés al local comercial. Al primer nivell hi ha dues obertures unides per una balconada i un balcó independent. Al segon nivell hi ha tres balcons independents i igual que en el primer, tenen una estructura de ferro forjat senzilla. La façana presenta el parament estucat, imitant carreus, en contrast amb la imposta i els emmarcaments de les obertures, que són de motllura senzilla.

## Història
Els baixos de la casa acullen els Magatzems L'Estrella, dedicats a productes tèxtils.